# Астахов, Илларион Тихонович
Илларио́н Ти́хонович Аста́хов (1898—1917) — русский революционер, большевик.

## Биография
Родился в 1898 году.
Был рабочим завода «Гужон» (ныне «Серп и молот»), большевик. В Февральскую революцию 1917 года в России — убит полицейским приставом 28 февраля на Яузском мосту (ныне Астаховский мост) во время демонстрации рабочих Рогожско-Симоновского района (в апреле 1929 года переименован в Пролетарский). Похоронен на Калитниковском кладбище.

## Память
Именем Астахова в 1929 году названы переулок (бывший Свиньинский, в районе улицы Солянки) и мост через реку Яузу (в 1940 году), на котором имеется мемориальная доска, где написано: «Здесь 23 февраля 1917 г. во время демонстрации московских рабочих был зверски убит помощником пристава слесарь завода Гужон (ныне „Серп и молот“) товарищ Астахов Илларион Тихонович». Именем Астахова назывался спортивный клуб г. Москвы (ныне — «Металлург»).
В тот же день на Воронцовской улице был убит рабочий завода «Динамо» — знаменосец Д. В. Астахов, которому также посвящена памятная доска[значимость факта?].